# Michael Esken

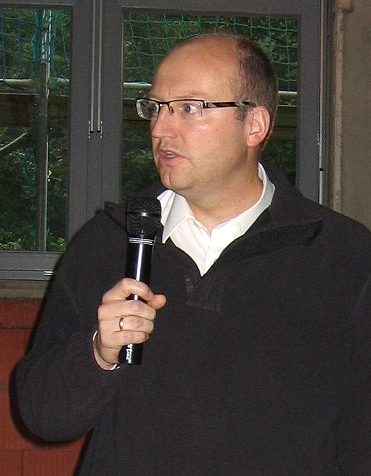
Michael Esken (2007)
in Ispei

Michael Esken (* 23. Juli 1966 in Gütersloh, Nordrhein-Westfalen) ist ein deutscher Jurist, Politiker (CDU) und seit 2023 Präsident der Gemeindeprüfungsanstalt Nordrhein-Westfalen (gpaNRW). Er war von 2003 bis 2015 Bürgermeister der Stadt Hemer im Märkischen Kreis und von 2015 bis 2023 Bürgermeister der Stadt Verl im Kreis Gütersloh.

## Ausbildung und Beruf
Nach dem Abitur 1986 am Gymnasium Verl leistete er seine Bundeswehrzeit in der Pressestelle der 7. Panzerdivision in der Hellweg-Kaserne in Unna ab und ist Reserve-Offizier der Bundeswehr. An der Universität Bielefeld studierte Michael Esken zwischen 1989 und 1995 Rechtswissenschaft, bevor er 1997 ein Rechtsreferendariat im Landgerichtsbezirk Bielefeld mit dem zweiten juristischen Staatsexamen abschloss.
Neben der Schule arbeitete Michael Esken als freier Mitarbeiter bei der Tageszeitung Die Glocke und engagierte sich als Gruppenleiter bis 1992 in der Kolpingsfamilie in Kaunitz. In den folgenden drei Jahren nach dem zweiten Staatsexamen arbeitete Michael Esken von 1997 bis 2000 als Rechtsanwalt in Verl, bevor er persönlicher Referent des Paderborner Bürgermeisters Heinz Paus wurde. Im Anschluss daran war Michael Esken erster Beigeordneter der Stadt Gronau im Münsterland. Aufgrund seines Bürgermeister-Amtes ruht Eskens Zulassung als Rechtsanwalt.

## Politische Karriere
Seine politische Karriere begann Michael Esken 1989, als er zum ersten Mal in den Rat der Gemeinde Verl gewählt wurde. Er blieb bis 2002 Ratsmitglied und wurde einmal mit 85 % der abgegebenen Stimmen wiedergewählt. Zwischen 1994 und 2003 war er Mitglied im Kreistag von Gütersloh.

### Erste Amtszeit in Hemer
Am 10. April 2003 gab die CDU in Hemer Michael Esken als ihren Bürgermeister-Kandidaten bekannt. Am 13. Juli des gleichen Jahres setzte er sich knapp gegen den SPD-Gegenkandidaten Bernhard Camminadi durch, einen Sohn des Altbürgermeisters Fredi Camminadi. Die Wahl war erforderlich, da Eskens Vorgänger Heinz Öhmann das Amt des Bürgermeisters in Coesfeld übernahm. Am 24. Juli 2003 wurde Esken in Haus Hemer vereidigt.
In seine Amtszeit fiel der Abzug der Bundeswehr aus Hemer und die damit verbundene Frage nach der Konversion des Kasernengeländes. In diesem Zusammenhang betrieb Esken die Bewerbung der Stadt Hemer für die Ausrichtung der Landesgartenschau 2010, die erfolgreich verlief und von der Landesgartenschau Hemer 2010 GmbH durchgeführt wurde, deren Aufsichtsratsvorsitzender er bis Oktober 2015 war. Im Rahmen der Öffentlichkeitsarbeit für die Landesgartenschau führte er regelmäßig Interessierte über das Gelände.
Eine weitere zentrale Maßnahme seiner Amtszeit war die Planung einer Umgehungsstraße, der so genannten Westtangente. Esken und die CDU-Fraktion befürworteten den Bau, eine Bürgerinitiative sprach sich dagegen aus. Sie erstritt vor dem Oberverwaltungsgericht für das Land Nordrhein-Westfalen ein Urteil, das den entsprechenden Bebauungsplan der Stadt Hemer für unwirksam erklärte.
Zur Verstärkung der Antikorruptionsstelle im Revisionsamt der Stadt Hemer hat Michael Esken am 1. März 2009 eine freiberuflich tätige Rechtsanwältin als Ombudsfrau gegen Korruption eingesetzt. Dem war im Jahr 2004 ein Untreue-Fall im Sozialamt vorausgegangen. Ein Mitarbeiter hatte von März bis Dezember 2004 Sozialmittel im Wert von rund 375.000 Euro auf sein Privatkonto überwiesen. Die Maßnahmen wurden dadurch bestätigt, dass die Staatsanwaltschaft Hagen am 18. November 2009 im Rathaus Akten entgegennahm und Privatwohnungen von Bediensteten der Stadt Hemer durchsuchte.

### Zweite Amtszeit in Hemer
Am 5. Mai 2008 bestätigte die CDU Hemer, dass Michael Esken bei der Kommunalwahl 2009 erneut für das Bürgermeisteramt antritt. Bernhard Camminadi trat ebenfalls ein zweites Mal für die SPD an. Einen weiteren Gegenkandidaten stellte die UWG Hemer in Person von Martin Dodt.
In einer Versammlung vom 23. Januar 2009 wählten die Hemeraner Christdemokraten Michael Esken mit 98,2 Prozent der abgegebenen Stimmen bei einer Gegenstimme zum Bürgermeister-Kandidaten für die Kommunalwahl 2009. Während des Wahlkampfes hatten sich auch die Hemeraner FDP und die Grüne Alternative Hemer (GAH) für die Wiederwahl von Michael Esken öffentlich ausgesprochen. Bei den NRW-Kommunalwahlen 2009 wurde Michael Esken am 30. August 2009 mit 76,1 Prozent der abgegebenen Stimmen bei einer Wahlbeteiligung von 48,5 Prozent in eine zweite Amtszeit gewählt.
In der ersten Sitzung des Rates der Stadt Hemer nach der Kommunalwahl 2009 wurde Esken am 3. November 2009 als wiedergewählter Bürgermeister in sein Amt eingeführt. In dieser Sitzung wurde er zudem als Aufsichtsratsvorsitzender der Landesgartenschau Hemer 2010 GmbH bestätigt.
Am 21. November 2009 wurde Esken in den Bundesvorstand der Kommunalpolitischen Vereinigung der CDU und CSU Deutschlands (KPV) gewählt.
Mit Feststellung des Jahresabschlusses für die Jahre 2007 und 2008 wies Esken darauf hin, dass die fusionierte Sparkasse Märkisches Sauerland Hemer–Menden mit einem Minus abschließt und ein Zweckverband geworden ist, für den der Rat der Stadt Hemer nicht mehr zuständig sei.
Wegen der „fahrlässigen Vergabe“ von Firmenkrediten, die die Sparkasse Menden endgültig in den Abgrund getrieben haben, wurden Regressansprüche in Millionenhöhe gegen den ehemaligen Vorstand und Aufsichtsrat der Sparkasse Menden erwartet. Durch einen außergerichtlichen Vergleich mit der Haftpflichtversicherung endete am 4. Oktober 2010 das vermögensrechtliche Streitverhältnis der Sparkasse wegen behaupteten Fehlverhaltens gegen ehemalige Vorstands- und Verwaltungsratsmitglieder der untergegangenen Sparkasse Menden.

### Dritte Amtszeit in Hemer
Am 25. Mai 2014 wurde Michael Esken, der von der CDU in Hemer einstimmig als Kandidat nominiert wurde, erneut zum Bürgermeister gewählt. Er setzte sich mit 75,4 Prozent der Stimmen gegen seine Herausforderer Hans-Peter Klein (SPD) und Achim Wilke (Die Linke) durch. Michael Esken wurde für die Wahl von den Grünen und der FDP in Hemer unterstützt.
Am 21. Januar 2015 wurde bekannt, dass Esken für die Bürgermeisterwahl am 13. September 2015 in Verl kandidiert. Zu seinem Nachfolger wurde im Februar 2016 der UWG-Politiker Michael Heilmann gewählt.

### Erste Amtszeit in Verl
Am 27. September 2015 wurde Michael Esken als neuer Bürgermeister von Verl gewählt und am 21. Oktober 2015 in sein neues Amt in Verl eingeführt und vereidigt, nachdem er am 20. Oktober 2015 aus seinem Amt als Bürgermeister der Stadt Hemer ausgeschieden ist.

### Zweite Amtszeit in Verl
Am 13. September 2020 wurde Michael Esken mit Unterstützung der CDU als Bürgermeister von Verl mit 82,43 % der abgegebenen Stimmen wiedergewählt. Im September 2023 schied er aus dem Bürgermeisteramt aus, um Präsident der Gemeindeprüfungsanstalt Nordrhein-Westfalen zu werden. Sein Nachfolger wurde im Februar 2024 Robin Rieksneuwöhner (CDU).

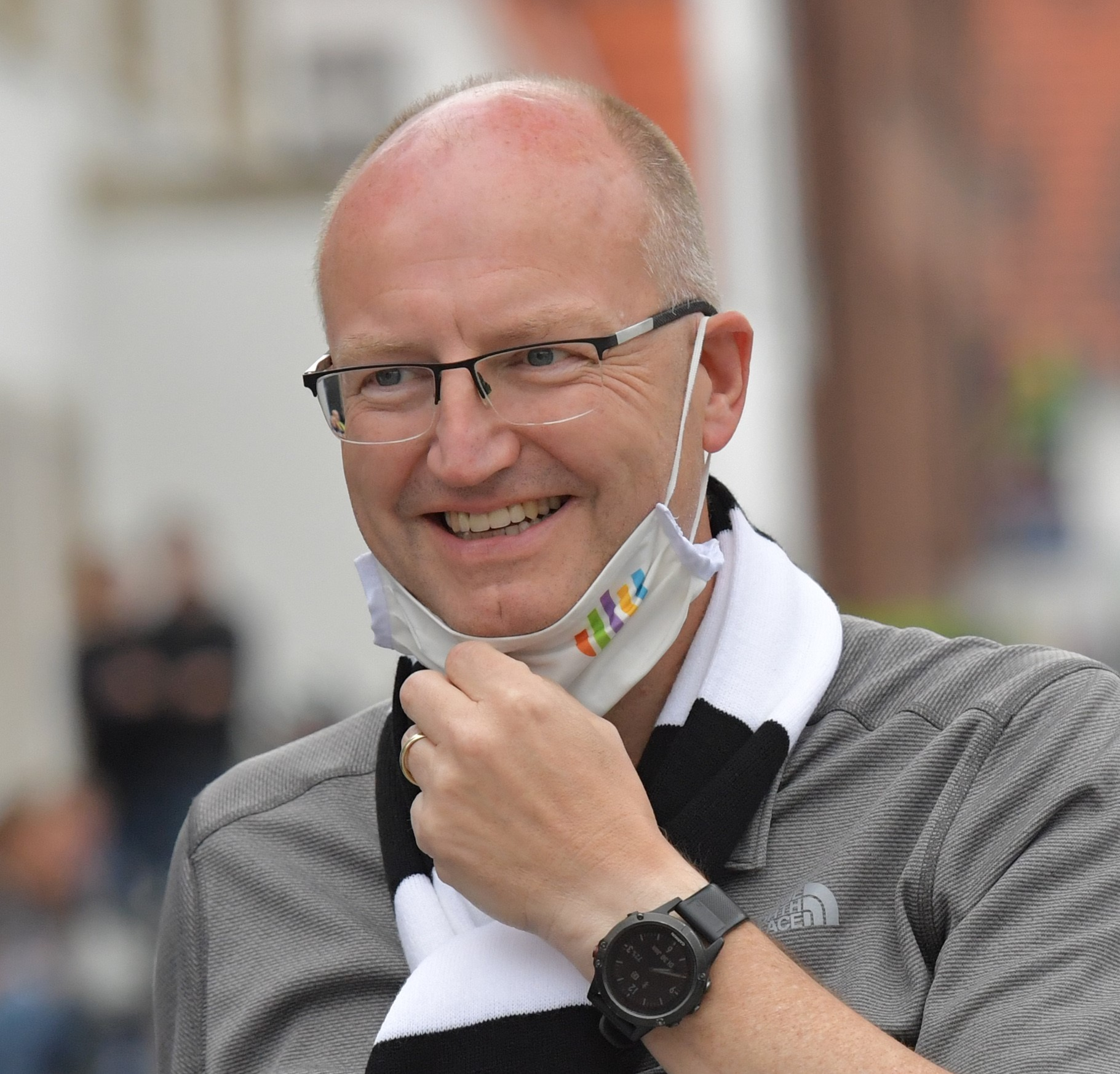
Michael Esken (Juni 2020)

### Präsident der Gemeindeprüfungsanstalt NRW
Seit dem 15. September 2023 ist Michael Esken amtierender Präsident der Gemeindeprüfungsanstalt Nordrhein-Westfalen (gpaNRW).

## Ehrenamtliches und nebenberufliches Engagement
Des Weiteren war Michael Esken Mitglied verschiedener Aufsichts- und Beiräte während seiner Zeit als Bürgermeister in Hemer (Stadtwerke Hemer, Mark-E, Gelsenwasser) sowie Vorsitzender des Verwaltungsrats der Sparkasse Märkisches Sauerland Hemer–Menden, wie die Stadtsparkasse Hemer nach Aufnahme der notleidenden Sparkasse Menden seit dem 1. September 2009 heißt. Außerdem war er Vorsitzender des Aufsichtsrates der Grundstücks- und Wirtschaftsförderungsgesellschaft für die Stadt Hemer m.b.H. Auch ehrenamtlich bekleidete er einige Ämter, so war er zum Beispiel Vorsitzender des Arbeitskreises zentraler Jugendverbände und des Gemeinnützigen Fördervereins der Jugendpresse. Aufgrund jahrelanger ehrenamtlicher Tätigkeit erhielt Michael Esken am 17. September 2007 das Bundesverdienstkreuz. Er ist Bundesvorstandsmitglied der KPV Kommunalpolitischen Vereinigung der CDU.
Für die Umwandlung des ehemaligen Geländes der Blücherkaserne zur Landesgartenschau nahm Bürgermeister Michael Esken am 25. September 2014 die Ehrenurkunde vom Städtebauminister Michael Groschek für die Kategorie „Brachen“ entgegen.

## Privates
Michael Esken wuchs zusammen mit zwei Geschwistern im Verler Ortsteil Kaunitz auf. Während des Referendariats heiratete er 1996 Maria, eine promovierte Zahnärztin. Zusammen haben sie zwei Töchter.